# براندون مكارثي
براندون مكارثي (بالإنجليزية: Brandon McCarthy)‏ هو لاعب كرة قاعدة أمريكي، ولد في 7 يوليو 1983 في غلينديل في الولايات المتحدة.

## وصلات خارجية
- براندون مكارثي على موقع دوري كرة القاعدة الرئيسي (الإنجليزية)
- براندون مكارثي على موقعبيزبول رفرنس.كوم (الدوري الرئيسي) (الإنجليزية)
- براندون مكارثي على موقعبيزبول رفرنس.كوم (الدوري الثانوي) (الإنجليزية)
- براندون مكارثي على موقع إي إس بي إن.كوم (أم.أل.بي) (الإنجليزية)
- براندون مكارثي على موقع مشجعي الرسوم البيانية (الإنجليزية)